# Pterostemon
Pterostemon là một chi thực vật có hoa trong họ Iteaceae.